# The Remixes (album Mariah Carey)
The Remixes – kolekcja remiksów największych hitów Carey. Pierwsza płyta zawiera remiksy klubowe, a druga inne remiksy i hip-hopowe wersje piosenek. Jest to ostatnia płyta Carey wydana przez Columbia Records.

## Produkcja
Album zawiera duet Mariah z Busta Rhymesem „I Know What You Want”, który został oryginalnie nagrany na jego album It Ain't Safe No More. Zawiera on także dwie piosenki, które zostały wydane tylko w Japonii: „Miss You” z Jadakissem i „The One (So So Def Remix)”. Pięć piosenek z tego albumu – „Breakdown”, „Sweetheart”, „Crybaby”, „Miss You” i „I Know What You Want” nie są remiksami. Wszystkie trzy wytwórnie Carey – Columbia Records, Virgin Records i Island Records zgodziły się na licencjonowanie remiksów, podczas gdy „I Know What You Want” był licencjonowany przez J Records.

## Opinie
Jak poprzednia kompilacja Carey, Greatest Hits, The Remixes nie była bardzo promowana. Wiedząc, że album był kontraktową sprawą, i wiedząc, że jej eksmąż Tommy Mottola został zwolniony z Sony/Columbia, Carey miała większe pole do popisu i mogła wiele wnieść do projektu i konsekwentnie udzielała wielu wywiadów, aby pomóc w sprzedaży albumu. Album znalazł się na pierwszym miejscu, przez 8 tygodni, na liście Top Electronic Albums, ze sprzedażą 40 697 kopii w pierwszym tygodniu. Zadebiutował na 36. miejscu Billboard 200 i stał się pierwszym albumem Carey, który nie otrzymał certyfikatu od RIAA.
Po sukcesie The Emancipation of Mimi, album zaczął się gorzej sprzedawać. Do 2006 roku sprzedało się 246 000 kopii w Stanach Zjednoczonych oraz ponad milion kopii na całym świecie.

## Lista utworów
- CD 1

1. „My All” (Morales „My” Club Mix) – 7:10
2. „Heartbreaker/If You Should Ever Be Lonely” (Junior's Heartbreaker Club Mix) – 10:18
3. „Fly Away (Butterfly Reprise)” (Fly Away Club Mix) – 9:50
4. „Anytime You Need a Friend” (C+C Club Version) – 10:54
5. „Fantasy” (Def Club Mix) – 11:17
6. „Honey” (Classic Mix) – 8:06
7. „Dreamlover” (So So Def Club Mix) – 10:44
8. „Emotions” (12” Club Mix) – 5:50
9. „Through the Rain” (HQ2 Radio Edit) – 4:08

- CD 2

1. „Fantasy” (Bad Boy Remix) featuring Ol' Dirty Bastard – 4:52
2. „Always Be My Baby” (Mr. Dupri Mix) featuring Da Brat & Xscape – 4:40
3. „My All/Stay Awhile” (So So Def Mix) featuring Lord Tariq & Peter Gunz – 4:44
4. „Thank God I Found You” (Make It Last Remix) featuring Joe & Nas – 5:09
5. „Breakdown” featuring Krayzie Bone & Wish Bone – 4:44
6. „Honey” (So So Def Mix) featuring Da Brat, & Jermaine Dupri – 5:12
7. „Loverboy (Remix)” featuring Da Brat, Ludacris, Shawnna & Twenty II – 4:31
8. „Heartbreaker (Remix)” featuring Da Brat, & Missy Elliott - 4:38
9. „Sweetheart” featuring Jermaine Dupri – 4:22
10. „Crybaby” featuring Snoop Dogg – 5:21
11. „Miss You” featuring Jadakiss – 5:09
12. „The One” (So So Def Remix) featuring Bone Crusher – 4:38
13. „I Know What You Want” featuring Busta Rhymes, & Flipmode Squad (Radio Version) – 4:12
14. „All I Want for Christmas Is You” (So So Def Remix) featuring Lil' Bow Wow and Jermaine Dupri – 3:44 [International Bonus Track]

## Pozycje na listach przebojów
| Lista             | Najwyższa pozycja | Certyfikat | Sprzedaż   |
| ----------------- | ----------------- | ---------- | ---------- |
| Australia         | 78                | -          | 10 000+    |
| Brazylia          | 29                | -          | 30 000+    |
| Francja           | 60                | -          | 25 000+    |
| Holandia          | 99                | -          | 5000+      |
| Japonia           | 95                | -          | 25 000+    |
| Korea Południowa  | -                 | Złoto      | 15 000+    |
| Nowa Zelandia     | 36                | -          | -          |
| Szwajcaria        | 69                | -          | 5000+      |
| Włochy            | 72                | -          | 5000+      |
| Wielka Brytania   | 35                | -          | 40 000+    |
| USA Billboard 200 | 26                | -          | 246 000+   |
| Europa            | -                 | -          | 100 000+   |
| Świat             | -                 | -          | 1 000 000+ |